# Серворайтер
Серворайтерът (на английски: servowriter) е специализирано оборудване, използвано за производство на твърди дискове. Целта му е да записва сервоинформация върху пакета дискове. Сервоинформацията служи за прецизното позициониране на магнитните глави, за да записва и чете информацията на диска. Тази информация, осигурява работата на твърдия диск през целия му живот.
За да се осигури записа серворайтера има три основни групи: прецизен шпиндел за минимално аксиално биене, прецизна позиционираща система за позициониране на магнитната записваща глава – обикновено осигурена от лазерна позиционираща система и електронен блок, осигуряващ съответния сервозапис. Освен това трябва да се осигури виброизолация (за изолиране от външни механични влияния), както и чиста и климатизирана среда по време на записа .

## В България
Като специализирано оборудване за производство на дискови устройства, серворайтерите в миналото са предмет на ембарго за България. Този факт, както и необходимостта от специализирано оборудване за всяко ново изделие е причина за развой и внедряване на собствено производство на това оборудване през 80-години в България.